# Akropolisz (Athén)
Görögországban az athéni Akropolisz a város belső területén található, az ókorból származó épületegyüttes, az európai civilizáció és demokrácia jelképe, az emberi alkotógéniusz egyik legnagyobb alkotása. A földrengéseknek kitett területen megépítéséhez mai szemmel is jelentős mérnöki tudásra volt szükség. Az épület számos olyan technikai megoldást rejt, mely évszázadokra feledésbe merült. Ezeknek köszönhető, hogy ma is áll. Egyike azon kevés világörökségi helyszíneknek, melyek öt kritériumnak is eleget tesznek. Görögország-szerte számos hasonló akropolisz található, de méretei és kivitelezése miatt az athéni kitüntetett helyet foglal el közöttük.
Az Akropolisz egy lapos tetejű sziklán található, körülbelül 150 m tengerszint feletti magasságban Athén városában.

## Története
Az i. e. 5. században kezdődtek meg azok a munkálatok, amelyek az Akropoliszt fellegvárrá változtatták, amikor a perzsák i. e. 452-ben vereséget szenvedtek a Periklész vezette athéniaktól. Győztes hangulatukban a görögök óriási építkezésekbe kezdtek. A költségeket a Déloszi Szövetségtől származó hűbéradókból állták, s a népgyűlésben ez heves tiltakozást váltott ki. A népgyűlés Periklészt választotta a tervezett építkezések vezetőjének, valamennyi munka intézőjének és felügyelőjének, a művészi kivitelezés irányítója pedig Pheidiasz lett – Periklész a város újjáépítésének központjába az Akropoliszt helyezte, de életében csak a Propülaia és a Parthenón lett készen.

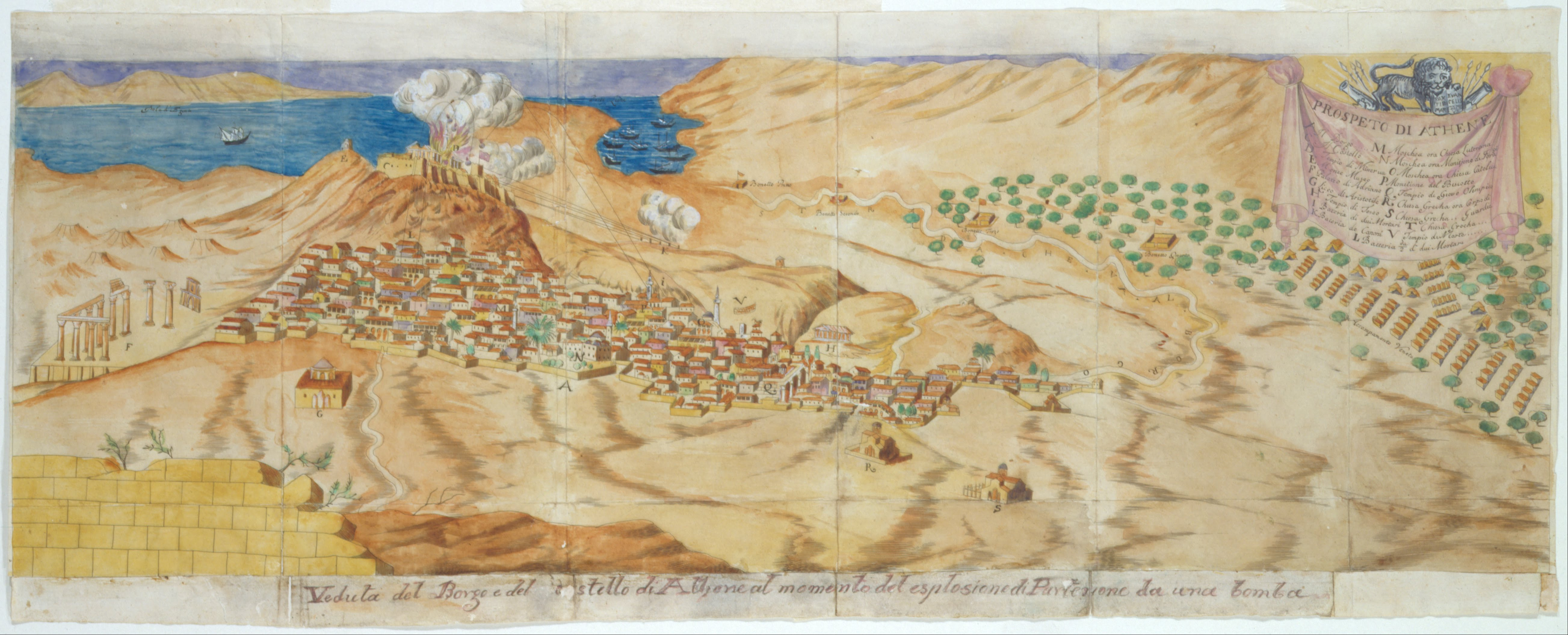
Az Akropolisz felrobbanása 1687. szeptember 26-án

A 18. század végéig viszonylag épségben maradt fenn annak ellenére, hogy a 4. századtól a Parthenónt keresztény templomnak, 1458-tól a törökök mecsetnek használták. 1687-ben Velence ostromolta meg a törököket, ekkor történt, hogy szeptember 26-án, Francesco Morosini tábornok ágyúgolyója becsapódott a Parthenónban elhelyezett lőporraktárba, amitől a felhalmozott puskapor felrobbant. A robbanás során háromszáz nő és gyerek halt meg. A robbanás szétrobbantotta a Parthenon hosszú oldalait, és az ezt követő két napig tartó tűz után az épület a ma látható csontváz állapotában maradt fenn.
A  19. század elején Lord Elgin angol követ a törökök engedélyével több szobrot és domborművet vett ki az épületből és szállított Londonba, ahol a British Museumban még ma is láthatók. Az Akropolisz restaurációja a 19. században kezdődött el Görögország felszabadulása után.
A nagy ásatásokra 1876–1885 között került sor a Görög Régészeti Társulat megbízásából, de az épületek restaurálása, vizsgálata ma sem fejeződött be.

## Leírása
Az Akropolisz egy az attikai fennsíkból meredeken kiemelkedő kékesszürke színű mészkősziklára épült. A sziklán talált nyomokból a régészek arra a következtetésre jutottak, hogy már jóval az Akropolisz építésének ideje előtt (i. e. 6000) éltek itt emberek, akik a sziklát ugyancsak erődítmények építésére használták.

### Épületei

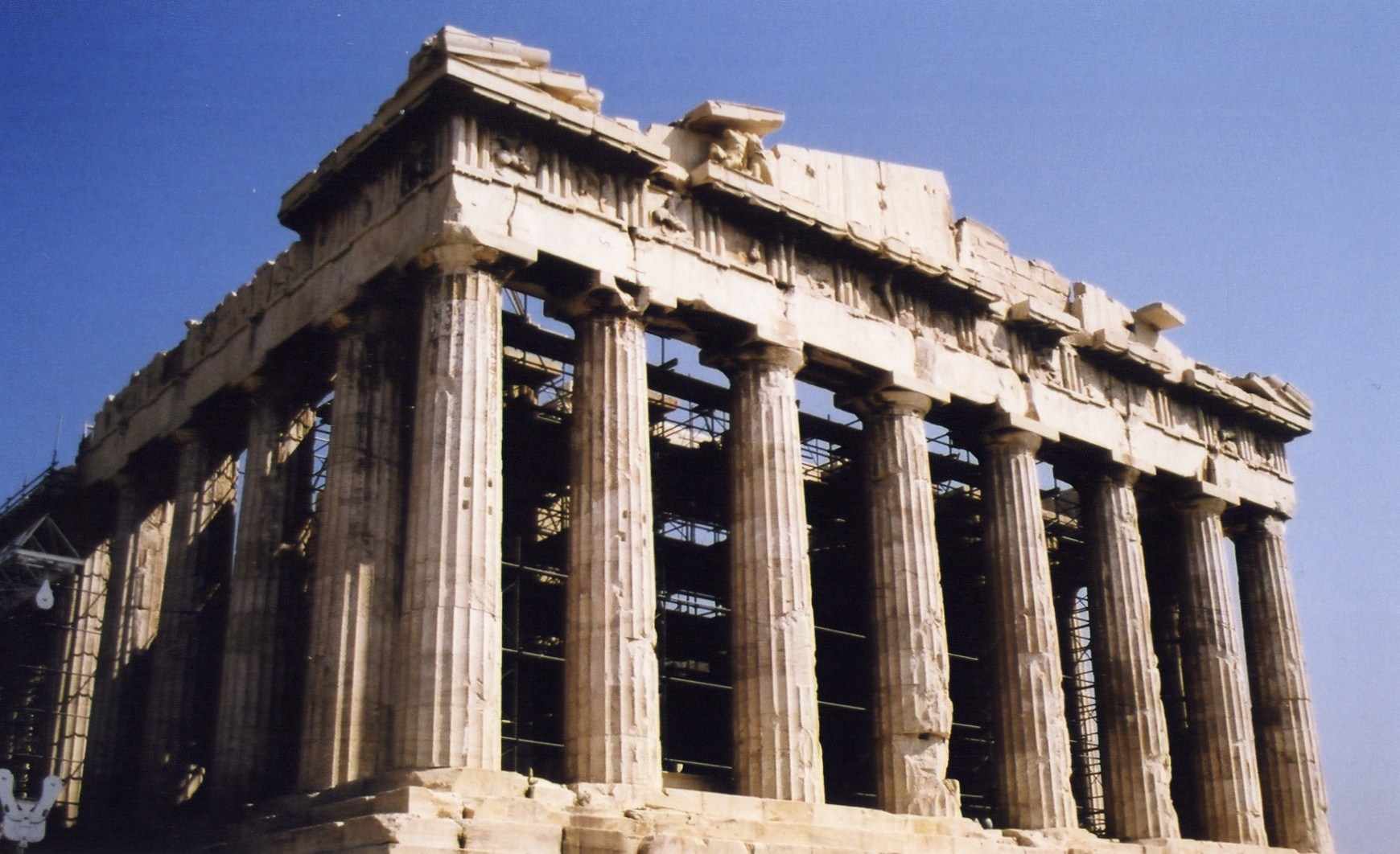
A Parthenón nyugati oldala az athéni Akropoliszban 2005-ben

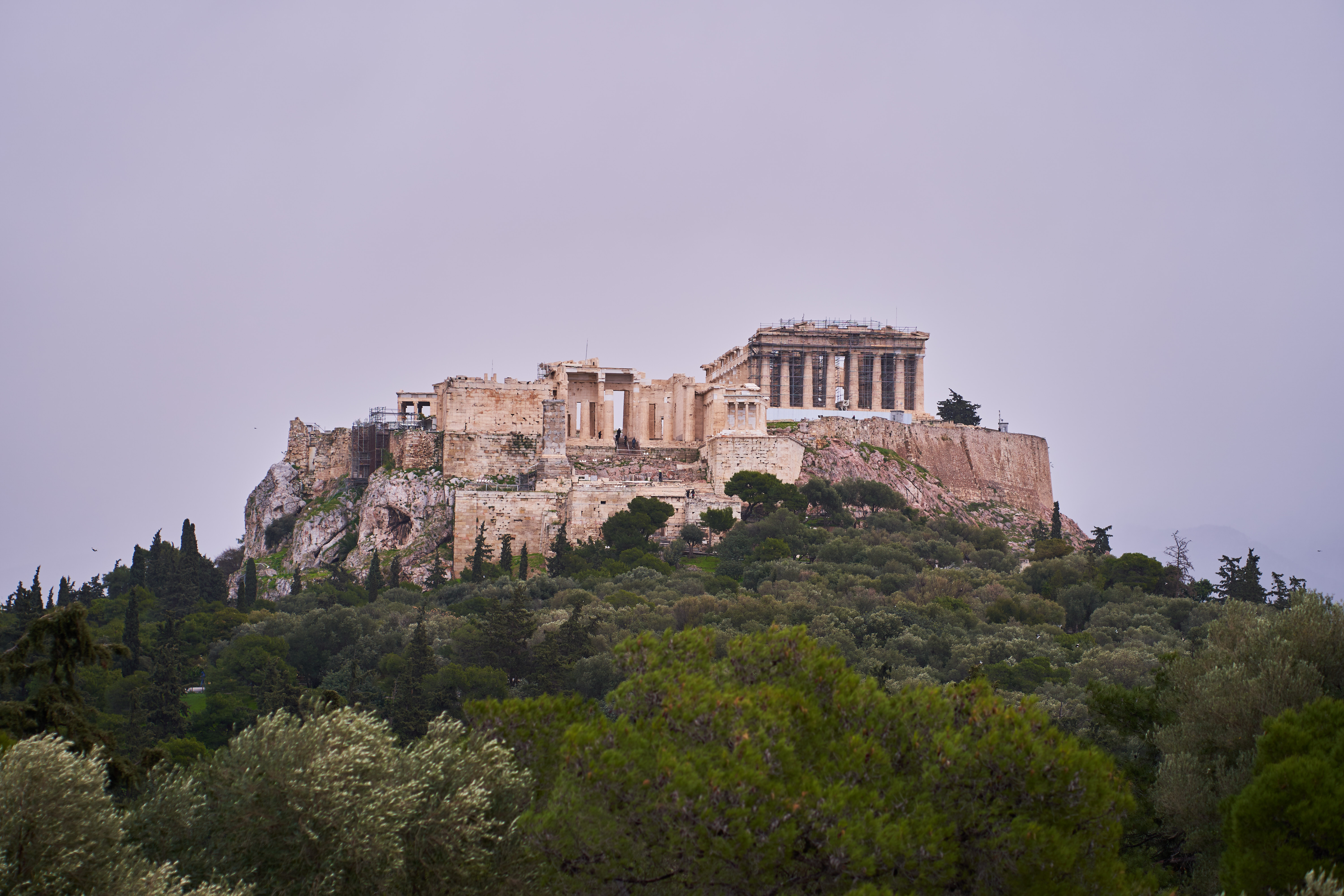
A felálványozott Parthenón 2020-ban

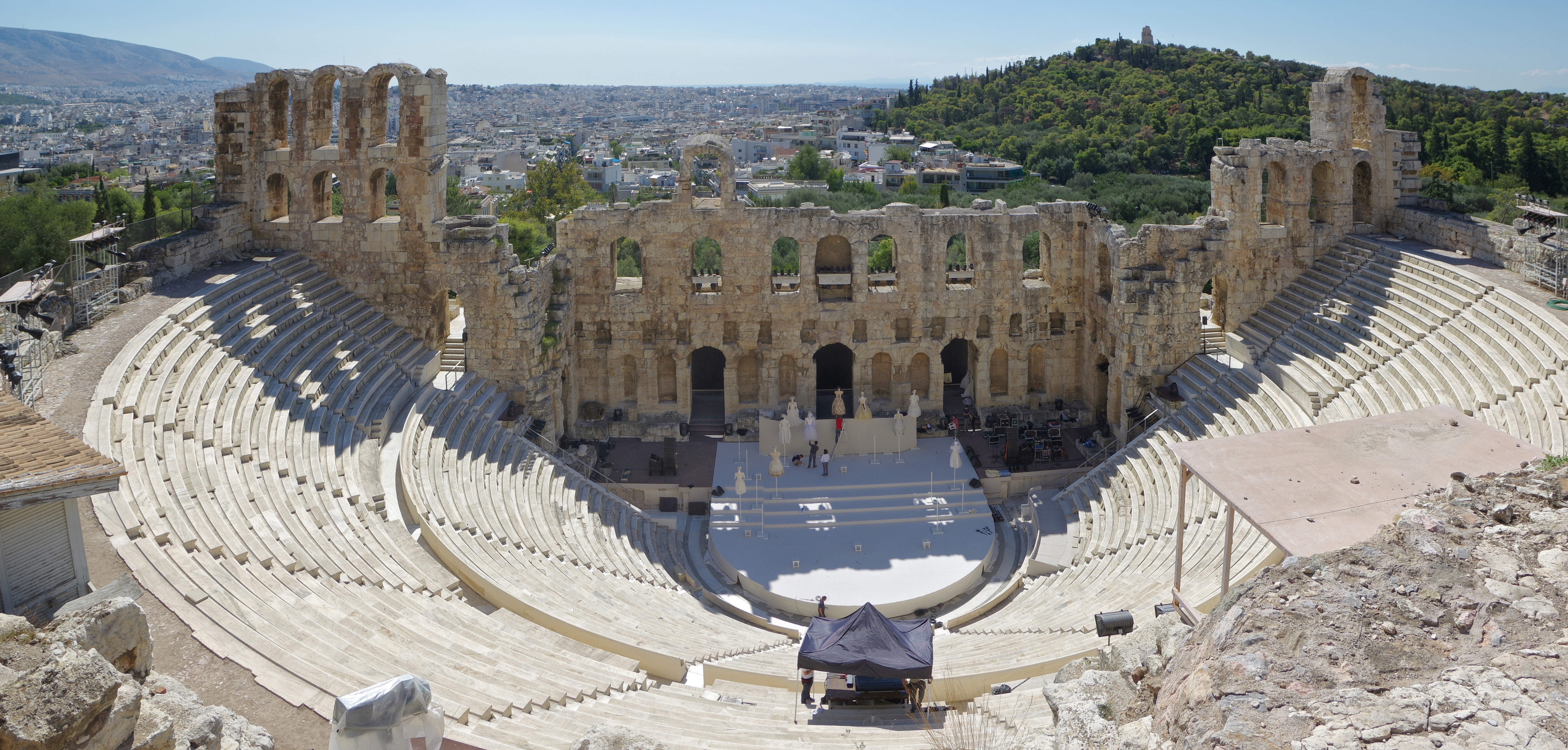
Heródes Atticus színháza

1. Parthenón: a szűz Pallasz Athéné (am. fegyverforgató Athéné) temploma, a világ egyik legismertebb ókori épülete.
2. A régi Athéné-templom alapjai. I. e. 6. század
3. Erechteion: a fellegvár kultusztemploma az ismert kariatidákkal.
4. Athéné Promakhosz (am. védelmező Athéné) szobrának alapozásai
5. Propülaia: a hatalmas bejárati kapu, i. e. 437–432 pentelikoni márványból építették, 1909–1917 között restaurálták.
6. Niké Apterosz (am. szárnyatlan Niké) temploma: a győzelem istennőjének szentélye, a ión építészeti stílus egyik gyöngyszeme.
7. Aigeusz szentélye
8. Brauranion: Artemisz Braurónia-szentélye, csak maradványai láthatók. I. e. 5. század. (A Braurónia női ünnep, melyet minden olümpiai ciklus negyedik évében megrendeztek. Helyszíne eleinte Braurón városa, később az athéni Akropolisz volt.)
9. Chalkothéka: „érctár”, az istennőnek szánt fogadalmi ajándékok tárolására szolgáló csarnok és fegyvertár romjai. I. e. 5. század.
10. Pandroszeion: Pandoroszosz (Kekropsz lánya) szentélye
11. Arréphoroik lakhelye
12. Athéné Poliasz (am. városvédő Athéné) oltára
13. Zeusz Polieusz  (am. Zeusz, a város pártfogója) szentélye
14. Pandión király szentélye
15. Heródes Atticus Ódeionja. Athén egyik leghíresebb római mecénása i. sz. 160-ban elhunyt felesége, Regilla tiszteletére emeltette a színházat zenei előadóteremként.[4]
16. az Eumenész-sztoa maradványai az alsó teraszon
17. Aszklépiosz szentélye
18. Dionüszosz színház az Akropolisz déli lejtőjén.
19. Periklész színháza
20. Eleuthereusz Dionüszosz (am. szabad Dionüszosz) temploma
21. Aglaureion: Aglaurosz (Kekropsz másik lánya) templomának maradványa

Továbbá:
- Beulé kapu: egy városfal része volt.
- Athéné Ergané (am. Athéné, a kézművesség/művészet istennője) szentélye
- Pelazgikus fal